# Gullrismalmätare
Gullrismalmätare (Eupithecia virgaureata) är en fjärilsart som beskrevs av Doubleday 1867. Gullrismalmätare ingår i släktet Eupithecia och familjen mätare. Arten är reproducerande i Sverige. Inga underarter finns listade i Catalogue of Life.

## Bildgalleri

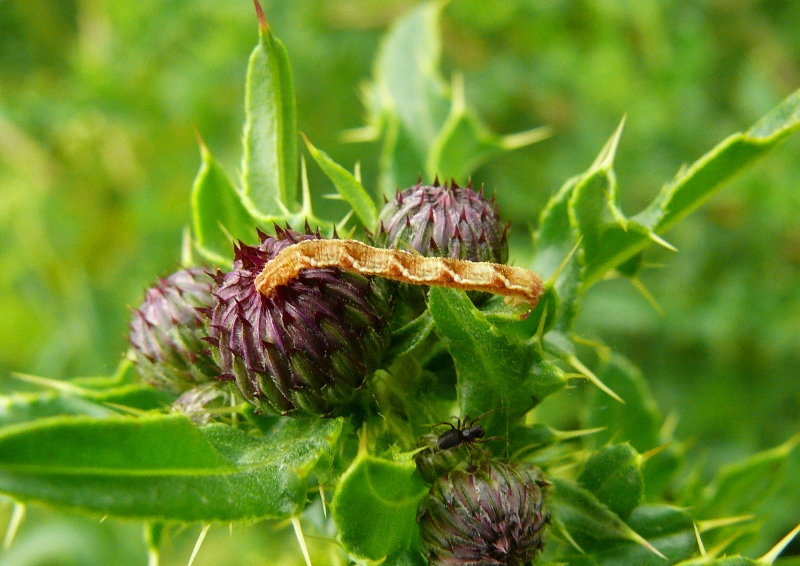
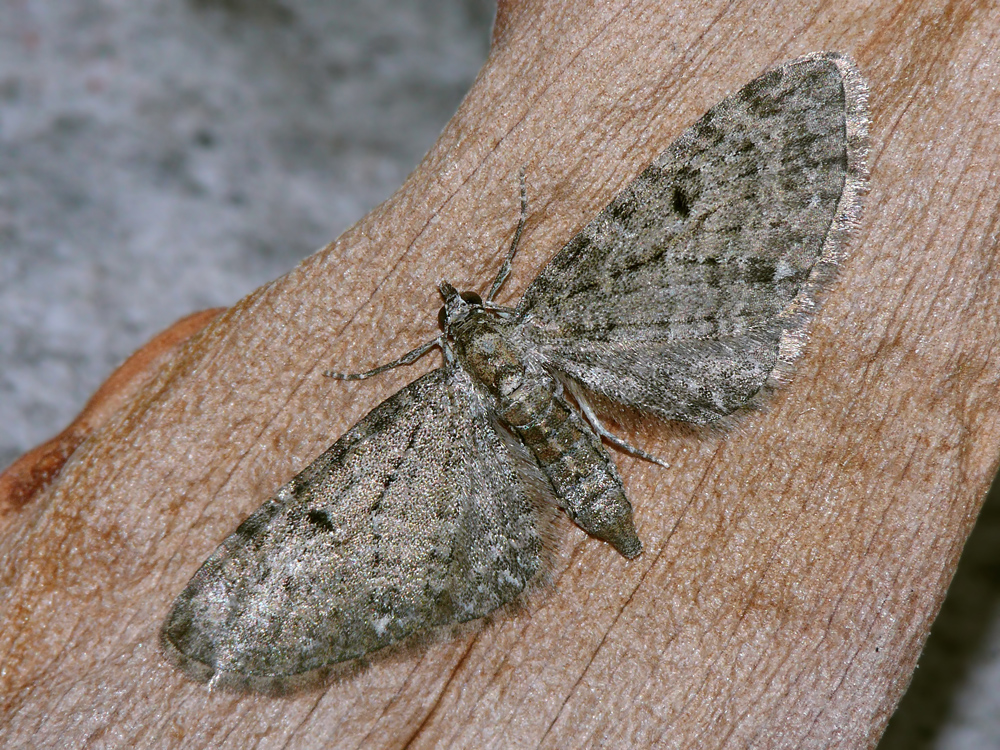